# Anatoli Pawlowitsch Grizenko
Anatoli Pawlowitsch Grizenko (russisch Анатолий Павлович Гриценко; ukrainisch Анатолій Павлович Гриценко Anatolij Pawlowytsch Hryzenko; * 21. September 1958 in Kertsch, Oblast Krim, Ukrainische SSR, Sowjetunion) ist ein ukrainischer Politiker.

## Leben
Anatoli Grizenko arbeitete zunächst in den 1970er Jahren als Schlosser. Von 1976 bis 1979 leistete er seinen Wehrdienst bei der sowjetischen Marine ab und kehrte danach in den zuvor ausgeübten Beruf zurück. Er studierte bis 1989 Landwirtschaftswissenschaften auf der Krim. 2007 schloss er ein Magisterstudium am Governance-Institut in Charkow ab.
Politisch aktiv war Grizenko zunächst auf kommunaler Ebene in seinem Heimatdorf Tschystopillja und später auch in den Selbstverwaltungsorganen der Autonomen Republik Krim innerhalb der nunmehr unabhängigen Ukraine. Von 1997 bis 1998 war er erstmals Präsident des Krim-Parlamentes und zog sich danach erneut in die Kommunalpolitik zurück. Im September 2005 wurde Hryzenko zum Parlamentsvizepräsidenten gewählt und wechselte ein Jahr später ins Amt des Parlamentspräsidenten.
Am 15. März 2010 erklärten Grizenko und der Präsident der Autonomen Republik Krim, Wiktor Plakida, den Rücktritt von ihren Ämtern. Anatoli Grizenko war Mitglied der Partei der Regionen. 